# Tour de l'Avenir 2001
Le Tour de l'Avenir 2001, 38e édition de cette course cycliste française, a eu lieu du 6 au 15 septembre. Il a été remporté par le Russe Denis Menchov.

## Participation
21 équipes de 6 coureurs disputent la course :
- 18 groupes sportifs : Euskaltel-Euskadi, Cofidis, La Française des jeux, Mapei-Quick Step, Ibanesto.com, Festina, Crédit agricole, Bonjour, Kelme, Jean Delatour, Phonak, Colpack-Astro, BigMat-Auber 93, 05 Orbitel, Mercury, Vlaanderen-T-Interim, Post Swiss, Saint-Quentin-Oktos ;
- 3 sélections nationales : Norvège, États-Unis, République tchèque

## Résultats et classements

### Étapes
| Étape     | Date         | Ville départ       | Ville arrivée           | km    | Vainqueur                 | Maillot Jaune            |
| --------- | ------------ | ------------------ | ----------------------- | ----- | ------------------------- | ------------------------ |
| 1re étape | 6 septembre  | Cossé-le-Vivien    | Craon                   | 180   | Alexandre Usov (BLR)      | Alexandre Usov (BLR)     |
| 2e étape  | 7 septembre  | Renazé             | Orgères-en-Beauce       | 249,5 | Jean-Patrick Nazon (FRA)  | Jean-Patrick Nazon (FRA) |
| 3e étape  | 8 septembre  | Terminiers         | Châlette-sur-Loing      | 176   | László Bodrogi (HUN)      | Jean-Patrick Nazon (FRA) |
| 4e étape  | 9 septembre  | Châlette-sur-Loing | Épernay                 | 173   | Matthew Wilson (AUS)      | Jean-Patrick Nazon (FRA) |
| 5e étape  | 10 septembre | Mardeuil           | Gérardmer               | 198,5 | José Miguel Cuenca (ESP)  | José Miguel Cuenca (ESP) |
| 6e étape  | 11 septembre | Ancerville         | Gérardmer               | 193   | Baden Cooke (AUS)         | José Miguel Cuenca (ESP) |
| 7e étape  | 12 septembre | Rambervillers      | Rambervillers           | 26    | László Bodrogi (HUN)      | László Bodrogi (HUN)     |
| 8e étape  | 13 septembre | Gérardmer          | Belfort                 | 125,5 | Constantino Zaballa (ESP) | Florent Brard (FRA)      |
| 9e étape  | 14 septembre | Belfort            | Montbenoît (La Perdrix) | 175,5 | Graziano Gasparre (ITA)   | Florent Brard (FRA)      |
| 10e étape | 15 septembre | Morteau            | Morteau                 | 135   | Baden Cooke (AUS)         | Denis Menchov (RUS)      |

### Classement général
|    | Cycliste            | Pays      | Équipe            |    | Temps            |
| -- | ------------------- | --------- | ----------------- | -- | ---------------- |
| 1  | Denis Menchov       | Russie    | Ibanesto.com      | en | 38 h 44 min 52 s |
| 2  | Florent Brard       | France    | Festina           | +  | 1 s              |
| 3  | Sylvain Chavanel    | France    | Bonjour           |    | 9 s              |
| 4  | José Miguel Cuenca  | Espagne   | Kelme             |    | 28 s             |
| 5  | Jesús Manzano       | Espagne   | Kelme             |    | 33 s             |
| 6  | Baden Cooke         | Australie | Mercury           |    | 42 s             |
| 7  | Evgueni Petrov      | Russie    | Mapei             |    | 1 min 00 s       |
| 8  | Iñaki Isasi         | Espagne   | Euskaltel-Euskadi |    | 1 min 59 s       |
| 9  | Pablo Lastras       | Espagne   | Ibanesto.com      |    | 2 min 04 s       |
| 10 | Benoît Poilvet      | France    | Crédit agricole   |    | 2 min 34 s       |
| 11 | Christophe Edaleine | France    | Jean Delatour     |    | 2 min 37 s       |
| 12 | Gorka Gonzalez      | Espagne   | Euskaltel-Euskadi |    | 2 min 38 s       |
| 13 | Eladio Jiménez      | Espagne   | Ibanesto.com      |    | 3 min 02 s       |
| 14 | Geoffrey Deresmes   | France    | France Espoirs    |    | 4 min 08 s       |
| 15 | Franck Pencolé      | France    | BigMat - Auber 93 |    | 4 min 21 s       |

### Classements annexes
|   | Cycliste         | Pays      | Équipe            | Points |
| - | ---------------- | --------- | ----------------- | ------ |
| 1 | Baden Cooke      | Australie | Mercury           |        |
| 2 | Sylvain Chavanel | France    | Bonjour           |        |
| 3 | Iñaki Isasi      | Espagne   | Euskaltel-Euskadi |        |

|   | Cycliste       | Pays    | Équipe          | Points |
| - | -------------- | ------- | --------------- | ------ |
| 1 | Jesús Manzano  | Espagne | Kelme           |        |
| 2 | Ludovic Martin | France  | Crédit agricole |        |
| 3 | Franck Pencolé | France  | BigMat-Auber 93 |        |

#### Classement par équipes
|   | Équipe          | Pays    | Temps      |
| - | --------------- | ------- | ---------- |
| 1 | Ibanesto.com    | Espagne | en h min s |
| 2 | Kelme           | Espagne | + min s    |
| 3 | BigMat-Auber 93 | France  | + min s    |